# Meroglossa soror
Meroglossa soror är en biart som beskrevs av Perkins 1912. Meroglossa soror ingår i släktet Meroglossa och familjen korttungebin. Inga underarter finns listade i Catalogue of Life.